# David Kent Harrison
David Kent Harrison (Massachusetts, 6 de abril de 1931 – Barnstable (Massachusetts), 21 de dezembro de 1999) foi um matemático estadunidense, especialista em álgebra.
Obteve um Ph.D. na Universidade de Princeton em 1957, com a tese On torsion free abelian groups, orientado por Emil Artin.
Harrison foi de 1959 a 1963 membro da faculdade da Universidade da Pensilvânia e de 1963 a 1993 da Universidade de Oregon, onde aposentou-se em 1993.
Foi bolsista Guggenheim no ano acadêmico 1963–1964. Dentre seus alunos de doutorado consta Joel Cunningham.

## Publicações selecionadas
- Harrison, D. K. (1959). «Infinite abelian groups and homological methods». Annals of Mathematics. 69 (2): 366–391. JSTOR 1970188. doi:10.2307/1970188. hdl:10338.dmlcz/101186
- Harrison, D. K. (1962). «Commutative algebras and cohomology». Trans. Amer. Math. Soc. 104 (2): 191–204. doi:10.1090/S0002-9947-1962-0142607-6
- Harrison, D. K. (1963). «Abelian extensions of arbitrary fields». Trans. Amer. Math. Soc. 106 (2): 230–235. doi:10.1090/S0002-9947-1963-0142545-X
- com J. M. Irwin, C. L. Peercy, and E. A. Walker: Harrison, D. K.; Irwin, J. M.; Peercy, C. L.; Walker, E. A. (1963). «High extensions of Abelian groups». Acta Mathematica Hungarica. 14 (3–4): 319–330. doi:10.1007/BF01895718
- «On the structure of Ext». In: Abelian Groups (Proc. Sympos., New Mexico State Univ., 1962). [S.l.: s.n.] 1963. pp. 195–209
- Abelian extensions of commutative rings. [S.l.]: American Mathematical Society. 1965
- com Stephen U. Chase and Alex F. T. W. Rosenberg: Galois theory and cohomology of commutative rings. [S.l.]: American Mathematical Society. 1965
- Finite and infinite primes for rings and fields. Col: Memoirs of the American Mathematical Society, No. 68. [S.l.: s.n.] 1966; 62 pp.
- com Joel Cunningham: Witt rings. [S.l.]: Department of Mathematics, University of Kentucky. 1970
- com Hoyt D. Warner: Harrison, David; Warner, Hoyt (1973). «Infinite primes of fields and completions». Pacific Journal of Mathematics. 45 (1): 201–216. doi:10.2140/pjm.1973.45.201
- Harrison, D.K (1975). «A Grothendieck ring of higher degree forms» (PDF). Journal of Algebra. 35 (1–3): 123–138. doi:10.1016/0021-8693(75)90039-3
- Harrison, David (1979). «Double coset and orbit spaces». Pacific Journal of Mathematics. 80 (2): 451–491. doi:10.2140/pjm.1979.80.451
- Harrison, D. K. (1985). «Bipowers in number fields». Proc. Amer. Math. Soc. 95 (2): 174–178. doi:10.1090/S0002-9939-1985-0801318-2
  - Harrison, D. K. (1986). «Erratum to: Bipowers in number fields». Proc. Amer. Math. Soc. 97 (2): 378. doi:10.1090/S0002-9939-1986-0835904-1
- com Cornelius Greither: «A Galois correspondence for radical extensions of fields» (PDF). Journal of Pure and Applied Algebra. 46: 257–270. 1986
- com Bodo Pareigis: «Witt rings of higher degree forms». Communications in Algebra. 16 (6): 1275–1313. 1985
- com Marie A. Vitulli: Harrison, D.K; Vitulli, M.A (1989). «V-valuations of a commutative ring, I» (PDF). Journal of Algebra. 126 (2): 264–292. doi:10.1016/0021-8693(89)90305-0
- com M. A. Vitulli: Harrison, D.K.; Vltulli, M A. (1989). «Complex-valued places and CMC subsets of a field». Communications in Algebra. 17 (10): 2529–2537. doi:10.1080/00927878908823860
- com Frank DeMeyer and Rick Miranda: Demeyer, Frank; Harrison, David; Miranda, Rick (1989). Quadratic forms over Q and Galois extensions of commutative rings. Col: Memoirs of the American Mathematical Society, Volume 77, Number 394. Providence, Rhode Island: [s.n.] ISBN 9780821824573
- com C. Greither: Greither, Cornelius; Harrison, D. K. (1989). «On the monoid of tame extensions». Trans. Amer. Math. Soc. 311 (2): 657–682. doi:10.1090/S0002-9947-1989-0978371-7